# STS-55
STS-55は、55回目のスペースシャトルのミッションであり、コロンビアにとっては14回目の飛行である。このミッションでは、スペースラブにおける多国籍の実験が目的で、11の国の88の実験が行われた。実験の範囲は、生物科学から地球の観測にまで及んだ。

## 乗組員
- 船長 - スティーブン・ネーゲル（英語版） (4)
- 操縦手 - テレンス・ヘンリックス（英語版） (2)
- ミッションスペシャリスト1 - ジェリー・ロス (4)
- ミッションスペシャリスト2 - チャールズ・プリコート（英語版） (1)
- ミッションスペシャリスト3 - バーナード・ハリス (1)
- ペイロードスペシャリスト1 - ウルリッヒ・ヴァルター（英語版）,DFVLR (1)
- ペイロードスペシャリスト2 - ハンス・シュリーゲル,DFVLR (1)

### バックアップ
- ペイロードスペシャリスト1 - ゲルハルト・ティエル,DFVLR
- ペイロードスペシャリスト2 - レナーテ・ブルマー,DFVLR

## ミッションハイライト
コロンビアは、2つめの再利用可能なドイツのスペースラブを運び、宇宙における国際的な協力、探索、科学研究に対するスペースシャトルの能力を示した。スペースラブのモジュールと外部実験支持構造は、コロンビアのペイロードベイに納められた（ドイツのスペースラブが初めて飛行したのは、1985年10月のSTS-61-A）。
このミッションは、STS-61-Aで始まったドイツの微小重力実験を拡大するものである。The German Aerospace Research Establishment (DLR)は、ドイツ航空宇宙センターによって2度目のミッションを実施するために設立された。DLR、アメリカ航空宇宙局、欧州宇宙機関、及びフランスと日本の機関はこのミッションの科学計画に貢献した。11の国が実験に参加し、88の実験が行われた。そのうち4つはNASAが資金提供するものだった。
2交代で働く乗組員は、流体物理学、材料科学、生命科学、生物科学、技術、地球観測、大気物理学、天文学等の分野の実験を行った。実験の多くは、STS-61-Aで行われた実験と似た実験であり、1985年当時と比べて進化したハードウェアや改良された方法を用いて発展させたものである。また、STS-61-Aでは行われなかった実験もいくつか行われた。
このミッションによって、スペースシャトルの運用は365日を超え、また最も古いオービタであるコロンビアの宇宙滞在時間も100日を超えた。
STS-55では、ドイツの管制センターによって、史上初めて宇宙を漂う物体が遠隔で捕獲された。また乗組員は、人体の反応を研究するため、宇宙で初めて静脈に生理食塩水を注射した。さらにSTS-55の乗組員は、アメリカ合衆国のSAREX IIとドイツのSAFEXという、2つのアマチュア無線の実験にも参加した。これらの実験により、世界中の学生やアマチュア無線の運用者は軌道上のスペースシャトルの乗組員と直接話すことができ、またメイヨー・クリニックの宇宙医学のカンファレンスに出席することができた。

## 打上げ
コロンビアは、当初2月末に打ち上げられる予定だったが、メインエンジンの酸化ターボポンプの固定器具の不具合により、3月上旬にずれ込んだ。3つ全てのターボポンプが打上げ台上で交換されたが、後の検査により固定器具は良い状態であったことが分かった。
飛行準備試験中の船尾部分の屈曲水力ホースの破れのため、打上げはさらに遅れた。ラインは取り除かれ、検査され、3つが交換された。
3月22日の打上げの試みでは、コンピュータが3番目のメインエンジンの点火が不完全なことを検出し、3秒前に自動的に停止した。この問題は、燃焼前試験バルブでの液体酸素の漏れが最初の原因であった。安全のため、3つ全てのメインエンジンが交換された。
4月24日の打上げの試みは、内部測定ユニットの不具合の可能性があったことにより延期された。
最終的な打上げは、1993年4月26日午前10時50分(EDT)に成功した。